# Giovanni Mingazzini
(Giovanni Alemà)
Giovanni Mingazzini (Ancona, 15 febbraio 1859 – Roma, 3 dicembre 1929) è stato un neurologo, psichiatra e neuroanatomista italiano.
Autore prolifico, padre della moderna neurologia romana, quello che colpisce osservando la bibliografia di Mingazzini è la sua
intensa operosità scientifica, svoltasi ininterrottamente dal 1883 al
1929 per quasi 50 anni . Affiancato nel lavoro dai colleghi Ugo Cerletti e Mario Gozzano sullo sfondo dei primi trenta anni del Novecento romano, contribuì alla creazione di strutture cliniche adeguate, educando nel contempo la futura generazione di neurologi romani nel seno del “primato dell’anatomia”. Fra i suoi allievi si contano Giuseppe Amantea, Andrea Clementi, Gaetano Perusini e Gioacchino Fumarola, suo primo assistente.

## Biografia

### Gli anni giovanili
Giovanni Mingazzini nasce ad Ancona il 15 Febbraio 1859 da Ferdinando Mingazzini, ingegnere, e da Cesarina Franceschelli. Questi trascorre parte della sua infanzia nella città natìa per poi trasferirsi con la famiglia a Roma, ove compirà gli studi liceali.

### Gli studi universitari
Sempre più deciso ed interessato ad intraprendere la carriera medica si immatricolò presso l’Università di Roma "la Sapienza" nell’anno accademico 1877-78. Durante gli anni universitari è solito frequentare le lezioni del fisiologo Jacob Moleschott e dell'anatomista Francesco Todaro, con i quali stringe un rapporto di reciproca stima ed amicizia che lo porterà inoltre ad abbracciare quella visione anatomo-fisiologica di stampo positivista cara ad entrambi i professori. Terminati gli studi, nel 1883 consegue la laurea in medicina con una tesi sugli studi morfologici e fisiologici sul sistema nervoso.

### Prime esperienze lavorative e all'estero
Subito dopo la laurea Giovanni Mingazzini presta servizio presso l'Arcispedale San Giovanni a Roma, svolgendo contemporaneamente ricerche sulla morfologia cerebrale e sull'antropologia presso il Laboratorio di Psicologia sperimentale diretto da Giuseppe Sergi.
Nell’anno 1884, abbandonato l’Arcispedale di S. Giovanni, prende la decisione di recarsi a Monaco di Baviera dove perfezionerà la propria tecnica ospedaliera ed il lavoro neuroanatomico attraverso un'esperienza biennale presso la scuola di psichiatria e neuroanatomia di Bernhard Aloys von Gudden e Konstantin von Monakow. A questo periodo risalgono le prime pubblicazioni, riguardanti quasi esclusivamente lo studio del sistema nervoso centrale. Non a caso, nel 1884, viene dato alle stampe un piccolo manuale di anatomia dal titolo “Manuale di anatomia degli organi nervosi centrali dell’uomo: ad uso dei Medici e degli studenti”, riproposto poi attraverso una seconda ristampa nel 1889.

### Carriera accademica ed ospedaliera
Conclusa l’esperienza a Monaco,nel 1885 il giovane neurologo intraprende la carriera accademica ottenendo il posto di assistente universitario nell’istituto anatomico diretto da Francesco Todaro. Comincia un periodo di apprendistato quadriennale che lo condurrà nel 1889 a conseguire la libera docenza in Anatomia Umana normale e, solo quattro anni dopo, quella in Neuropatologia e Psichiatria (1894).

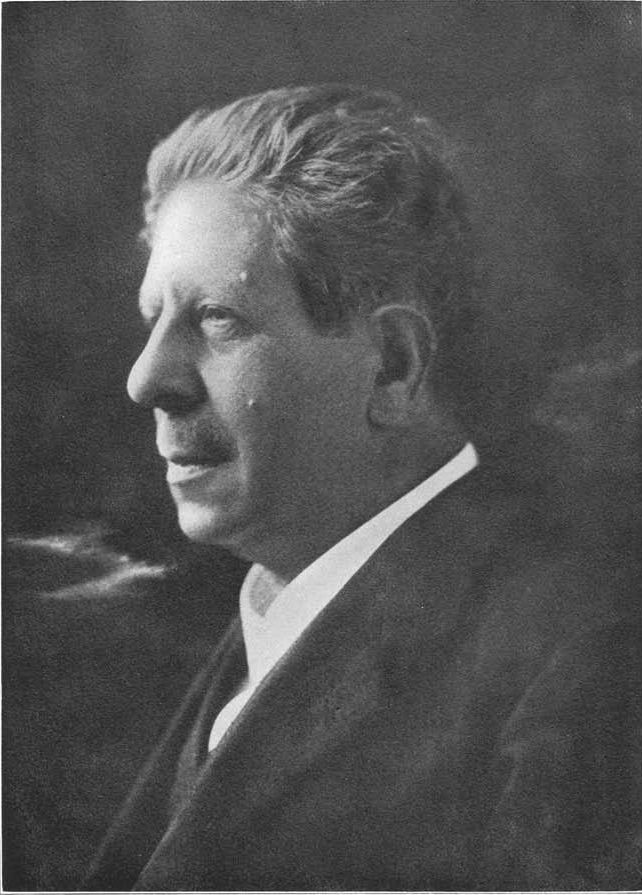
Giovanni Mingazzini

Alla carriera accademica che occupò gran parte della sua vita, il Mingazzini seppe affiancare una duratura esperienza sentimentale che lo legò alla compagna e moglie Helene Bobrik (Mubrungen, 1 Gen 1870 – Roma, 3 Lug 1942)  sino alla morte. Troviamo scritto a proposito della loro relazione:
 Nonostante ciò la vicinanza della moglie sarà fondamentale, poiché è grazie a lei che imparerà a leggere pubblicazioni tedesche senza alcuna difficoltà, ravvivando costantemente i rapporti scientifici con la scuola neurologica e anatomopatologica di Monaco diretta da Franz Nissl.
Non ancora conseguita la prima libera docenza, Mingazzini cerca di prendere posto nella corrente anatomo-fisiologica romana partecipando a numerosi congressi, senza perdere mai di vista coloro che avevano segnato più di tutti il suo percorso accademico e non, vale a dire J. Maleschott e G. Sergi; è il 1887 quando il Mingazzini partecipa al XII congresso dell’Associazione medica italiana tenutosi a Pavia, occasione per presentare una serie di osservazioni neurologiche che solo un anno dopo prenderanno corpo nel lavoro Sopra 30 crani ed encefali di delinquenti italiani. La voce del Mingazzini acquista rilevanza sempre crescente, fin quando nel 1891 ottiene il posto di anatomopatologo presso l’ospedale-manicomio romano di S. Maria della Pietà nella sua sede della Lungara. Ivi fonda un laboratorio di anatomopatologia avanzato nelle indagini strumentali, ricco di preparati istologici e tagli seriali dell’encefalo. Laboratorio che reggerà nelle vesti di direttore.
Dopo i primi tre anni trascorsi presso l’ospedale di S. Maria della Pietà, nel 1893 nasce il primo figlio Ermanno Mingazzini (Roma, 25 Apr 1893 – Roma, 3 Mar 1965) il quale, una volta, conclusi gli studi liceali, seguirà le orme del padre iscrivendosi alla facoltà di Medicina e Chirurgia dell’Università di Roma. L’anno seguente consegue le libere docenze sopracitate (Neuropatologia e Psichiatria) così da ottenere nel 1896 la cattedra nella clinica neurologica di malattie nervose e mentali presso "La Sapienza" succedendo ad Ezio Sciamanna. Questi, grande neurologo e psichiatra italiano, continuò ad insegnare neurologia e clinica psichiatrica che dal 1895 rese autonoma dal manicomio. Il Mingazzini frattanto diviene padre per la seconda volta con l’arrivo del piccolo Paolino Mingazzini (Roma, 4 Genn 1895 - Roma, 4 Mar 1977) che diventerà un noto archeologo e docente.
Pur perseverando nel proprio lavoro, tanto da ricevere l'appellativo di “straordinario” nella ricerca e lo studio delle malattie mentali nel 1900 e l’ordinariato nel 1905, Giovanni Mingazzini continua ad adoperarsi incessantemente nella crescita e nel benessere del manicomio di S. Maria della Pietà dove, dopo diciassette anni trascorsi da autorità nel settore anatomopatologico, subentra nel 1907 a Clodomiro Bonfigli nella direzione della clinica neurologica, posto che occuperà fino al 1921 quando chiuderà la sede di via della Lungara. Sotto la nuova direzione la clinica neurologica si trasferisce dal manicomio ai locali di patologia medica del policlinico Umberto I, fino al 1924 in cui troverà collocazione in un edificio del quartiere universitario San Lorenzo. Nel frattempo Giovanni Mingazzini dovette lasciare la direzione del Laboratorio di Anatomiapatologica del Manicomio di Roma al collega Ugo Cerletti (1907).

### Mingazzini, la SIN e l'Eugenetica
Sulla Rivista di Patologia Nervosa e Mentale del 1907 una notizia avvisa i lettori che:
(Primo Annuncio della Costituzione della Sin sulla Rivista di Patologia Nervosa e Mentale)
Il primo, forse il più celebre annuncio della costituzione della SIN (Società Italiana di Neurologia), evoluzione della Società Frenopatica (2 Giugno 1861), poi Freniatrica risalente al 1873, come luogo d’incontro tra i cultori delle scienze neurologiche e psichiatriche. Nel Settembre dello stesso anno si tiene la prima riunione della corrispettiva società tedesca, la Deutsche Gesellschaft fur Neurologie che, alla stregua della Società italiana, indebolisce il legame che ancora teneva strette Neurologia e Psichiatria, mentre si propugna un nuovo sodalizio tra Neuropatologia e Chirurgia.
Nessuna notizia sembra riguardare la neocostituita Società Italiana di Neurologia e non vi è alcun ragguaglio sull'iter che porta al I Congresso della società, l'8 Aprile 1908. In questa occasione svariati furono i temi affrontati: Fisiologia e patologia dei lobi frontali, relatore Leonardo Bianchi; Struttura della cellula nervosa, relatore Onofrio Fragnito; Le afasie, relatore Giovanni Mingazzini.
Sebbene già attivo nei seminari e congressi della Società Italiana di Neurologia in Mingazzini perdura un amore, seppur clinico, nei confronti della branca antropologica cui era rimasto legato in virtù dell’amicizia con G. Sergi. Fu così che in occasione della seduta del 21 Marzo 1913 della Società Romana di Antropologia, lo stesso Sergi assieme al collega Alfredo Niceforo, si fa promotore della formazione di un Comitato Italiano di Studi Eugenici e la cui commissione include, tra gli altri, anche gli psichiatri Antonio Marro e Giovanni Mingazzini.
In essa si precisa che lo scopo del comitato:
(I Atto del Comitato Italiano per gli studi di Eugenica)
L’analisi proposta da Giovanni Mingazzini e da Sergi ha un timbro puramente conoscitivo, eppure numerosi furono i casi di interventisti ed interpreti originali delle teorie eugenetiche, si ricordi Giuseppe Lopriore, il quale arrivò a sostenere che:
(Giuseppe Lopriore)
Sempre più inevitabile appare oramai l’avvicinamento del Mendelismo all’Eugenica. Tale cambiamento porta con sé innovazione e ricerca in un ambito che, nell’italia della prima metà del secolo XX, aveva ricevuto ben poca attenzione. Nasce l’associazione degli eugenisti italiani nel 1919 con l'acronimo di SIGE (Società Italiana di Genetica ed Eugenica), sotto la direzione di Ernesto Pestalozza, Corrado Gini, Cesare Artom e lo stesso Mingazzini che andrà a farne parte come membro del Direttivo. A tal proposito questi ebbe a dire che le conoscenze biologiche sono a tal punto avanzate “da permettersi un intervento diretto nella funzione legislativa” e da legittimare la richiesta di “leggi anche a carattere draconiano a tutela della conservazione fisica e psichica dell’organismo”. Insomma, c’era da stare molto cauti.

### La clinica di malattie nervose e mentali
Nel 1919, dopo la morte di Augusto Tamburini, viene incaricato dell’insegnamento Sante De Sanctis, neo ordinario di Psicologia presso l’Istituto di Clinica Psichiatrica della Sapienza, incarico temporaneo destinato a terminare di lì a poco. Non a caso l’anno seguente la disciplina si fonderà per decreto del Ministero con la Neurologia (Malattie Nervose) nella nuova struttura che prende il nome di Clinica delle Malattie Nervose e Mentali. La cattedra è assegnata a Giovanni Mingazzini, noto per il carisma delle sue lezioni che conferiscono alla Psichiatria una marcata impronta neuropatologica basata sulla grande conoscenza dell’anatomia, dell’anatomia patologica e dell’istopatologia del Sistema Nervoso.
Derivata dalla fusione delle due discipline la Clinica delle Malattie Nervose e Mentali si trasferisce definitivamente in viale dell’Università 30 dove si trovano tutt’oggi la Neurologia e la Psichiatria, con la Scuola di Specializzazione in Psichiatria. Così come era stata concepita da Augusto Tamburini nel 1910 e attuata da Giovanni Mingazzini dieci anni più tardi, la disposizione attuale della nuova Clinica Neuropsichiatrica era la seguente: l’edificio presentava i reparti neurologico, psichiatrico, pensionato per paganti, radiologico, istologico, sierologico, di chimica biologica, oftalmologico, elettroterapico, fotografico, ambulatorio e la biblioteca.
Giovanni Mingazzini reggerà la Clinica delle Malattie Nervose e Mentali dal 1920 al 1929, quando nel 3 di Dicembre si spense a causa di un attacco di cuore nella città che sin da ragazzo lo aveva ospitato. La facoltà di Medicina e Chirurgia romana non acconsentendo all'orfanilità della Clinica propose la prestigiosa cattedra a Sante de Sanctis, che accettò di ricoprire solo a condizione che la sua precedente cattedra di Psicologia non andasse perduta, ma fosse invece messa a concorso.

## Principali contributi scientifici
Ciò che maggiormente colpisce osservando la bibliografia di Giovanni Mingazzini è la sua intensa operosità scientifica. L'interesse del Mingazzini investe i più disparati campi del sapere, si pensi ai lavori del primo periodo quasi interamente dedicati a temi anatomici, agli studi sul nucleus arciformis e sulle fibre arciformi esterne, le ricerche sul peduncolo cerebellare medio e sui corpi restiformi, quelli sul nucleo dell'ipoglosso, sulla substantia nigra, ma soprattutto, a giudizio di Gioacchino Fumarola, i lavori sul nucleo lenticolare e i suoi rapporti con le strutture cerebrali e la capsula interna.
Fu l'internista e patologo svizzero Salomon Eberard Henschen a denominare per primo la piccola regione pre-supralenticolare, dove le fibre provenienti dall' area di Broca e dalla corrispondente area nell'emisfero controlaterale si uniscono originando un fascio di fibre verbo-articolari che hanno il compito di trasportare ai nuclei bulbari il segnale motorio: il "Campo di Mingazzini". A partire dagli studi sulla sopracitata area cerebrale, Giovanni Mingazzini avanza una teoria sull'origine dell'afasia motoria che lo condurrà alla pubblicazione nel 1907 del Über die motorische Aphasie (Sull'afasia motoria), dove sostiene la dottrina di Paul Pierre Broca per la quale nei primi anni di vita la funzione del linguaggio è comune ai due emisferi, subendo in un secondo tempo la perdita funzionale dell’area destra di Broca, con l’arresto delle connessioni all’area acustica di sinistra. Solo allora si arrivò a stabilire l'esistenza di una nuova sindrome putaminale acuta chiamata "Emiparesi Lenticolare di Mingazzini" dovuta alla lesione di quella parte anatomica.
Per studiare ed individuare leggere paresi, specialmente negli arti superiori, Mingazzini mise a punto il seguente test: al paziente si chiedeva di allungare le sue braccia in avanti, le mani sullo stesso piano orizzontale, e le dita distese. Gli occhi necessariamente chiusi. Qualunque movimento verso il basso, oscillazione, o flessione delle mani, dai 30 ai 60 secondi trascorsi, poteva indicare paresi organiche. Lo stesso Mingazzini descrisse un simile test che riguardasse gli arti inferiori: al paziente in posizione supina veniva richiesto di sollevare e divaricare le gambe al di sopra del piano del letto, in modo che queste formassero con esso un angolo di 45 gradi. Se una delle gambe si muoveva verso il basso troppo velocemente, una paresi organica poteva essere presente. Le combinazioni di questi segni con esagerati riflessi sulla tensione muscolare erano spesso osservati nelle lesioni del nucleo lenticolare che rappresentavano l'insorgere dell'emiparesi mingazziniana stessa.
Tra gli altri numerosi contributi riportati nel campo anatomico e nel campo neurologico va ricordato senza dubbio lo studio dedicato dal Mingazzini alla “Descrizione di un cervello umano normale”. All'epoca era pratica diffusa che insigni medici studiassero il cervello di illustri persone decedute, consuetudine presente più in alcuni paesi che in altri. Pensiamo alla Russia, ove Mingazzini ebbe l'onore di visionare ed analizzare il cervello di Lenin, morto nel 1924, e dalla cui esperienza trarrà lo spunto nella realizzazione del suddetto studio di un cervello che poi tanto normale non era.
Mingazzini ebbe inoltre l'acume adatto a poter sviscerare a fondo la questione della sintomatologia dei tumori cerebrali che occupò gli ultimi anni della sua attività, e pose le basi per la discriminazione clinica dei tumori delle zone del lobo temporale. Egli fu inoltre tra i primi ad applicare la malarioterapia in Italia nella demenza paralitica ed afasica.

## Opere principali
- Sopra 30 crani ed encefali di delinquenti italiani (Rivista Sperimentale di Freniatria), tipografia di Stefano Calderini e figlio, Reggio Emilia, 1888, vol. 14, pp. 1-48
- Manuale di anatomia degli organi nervosi centrali dell’uomo: ad uso dei medici e degli studenti di medicina, Alberto Piccolo Libreria Nuova, Roma, 1889.
- Intorno al decorso delle fibre appartenenti al pedunculus medius cerebelli ed al corpus restiforme, in Arch. per le scienze mediche, XIV, Carlo Clausen Editore, Torino, 1890.
- Il cervello in relazione con i fenomeni psichici (studio sulla morfologia degli emisferi cerebrali dell’uomo), Torino, Bocca, 1895; dedicato al maestro Todaro.
- Sulla sintomatologia delle lesioni del nucleo lenticolare, Riv. sperimentale di freniatria e medicina legale delle alienazioni mentali, tipografia di Stefano Calderini e figlio, Reggio Emilia, 1901, vol. 27; 1902, vol. 28.
- Anatomia clinica dei centri nervosi, Torino, Unione tip-editrice torinese, 1908
- Uno dei suoi ultimi lavori fu quello sul callosum, dove raccolse le nozioni anatomiche, fisiologiche e cliniche sulla importante via commensurale dell’encefalo - Der Balken. Eine anatomische, physiopathologische und klinische Studie, Berlino, Julius Springer editore, 1922.
- Le afasie, tipografia del Senato del dott. Bardi, Roma, 1923
- La terapia malarica della paralisi progressiva, Stabilimento Tipografico Ditta Armani, Roma, 1927

## Eponimi associati
- Test di Mingazzini: una manovra utilizzata per trovare la paresi piramidale latente delle gambe.
- Campo del Mingazzini: regione anatomica di fronte al nucleo lentiforme sinistro dove le fibre dell'area di Broca si uniscono alla corrispondente regione dell'emisfero contralaterale. Termine coniato dal neurologo svedese Salomon Eberhard Henschen (1847-1930).